# 三江島站
三江島站（日语：／ Miejima eki */?）是一座位於愛知縣幡豆郡三和村米野（現時：西尾市米野町），名古屋鐵道（名鐵）（舊）西尾線的車站（廢站）。

## 歷史
此站是由當地有能力者提供資金和用地而新設的車站。當初車站名稱計劃暫定為「江島站」，該站名取自江原和小島兩個地名，但是由於在日本國內已經有江島站。因此考慮了替代方案「三江島站」或「江島野站」，最後選擇了三江島站。
- 1914年（大正3年）7月15日 - 西尾鐵道中島至三和川（1917年廢除）之間開設此站。
- 1926年（大正15年）12月1日 - 西尾鐵道與愛知電氣鐵道（日语：愛知電気鉄道）合併。岡崎新至西尾至吉田港之間的路線名稱為西尾線。
- 1929年（昭和4年）4月1日 - 西尾線岡崎新至西尾之間電氣化（600V）和改軌距至1067mm。
- 1935年（昭和10年）8月1日 - 愛知電氣鐵道與名岐鐵道合併為名古屋鐵道。成為名古屋鐵道的車站。
- 1943年（昭和18年）12月16日 - 西尾線岡崎新至西尾之間成為不要不急路線而暫停營業。此站也暫停營業。
- 1959年（昭和34年）11月25日 - 車站正式被廢除。

## 車站構造
在車站啟用當初設有列車交會設備。在翌年1915年（大正4年），為了大嘗祭使列車臨時加班之際能夠真正使用該設備。後來隨著縮減規模，直至車站暫停營業前只有1面1線的月台和側線。

### 配線圖
| ← 岡崎新方向    | 三江島站 站內配線略圖（1943年） | → 西尾方向 |
| 图例 参考文献： |                                 |            |

## 相鄰車站
名古屋鐵道
西尾線（舊線）
三河中島－三江島－久麻久
曾經此站與久麻久站之間設有三和川站（於1917年廢除）和八面站（廢除日不詳）。

## 注腳